# Radomerščak
Radomerščak je naselje u slovenskoj Općini Ljutomeru. Radomerščak se nalazi u pokrajini Štajerskoj i statističkoj regiji Pomurju. 

## Stanovništvo
Prema popisu stanovništva iz 2002. godine naselje je imalo 167 stanovnika.